# Армстронґ (Манітоба)
Армстронґ (англ. Armstrong) — сільський муніципалітет в Канаді, у провінції Манітоба.

## Населення
За даними перепису 2016 року, сільський муніципалітет нараховував 1792 особи, показавши скорочення на 2,3%, порівняно з 2011-м роком. Середня густина населення становила 1 осіб/км².
З офіційних мов обидвома одночасно володіли 65 жителів, тільки англійською — 1 720, а 5 — жодною з них. Усього 245 осіб вважали рідною мовою не одну з офіційних, з них 5 — одну з корінних мов, а 95 — українську.
Працездатне населення становило 62,9% усього населення, рівень безробіття — 9,2% (9,9% серед чоловіків та 8,3% серед жінок). 74,4% осіб були найманими працівниками, а 25,6% — самозайнятими.
Середній дохід на особу становив $35 789 (медіана $26 624), при цьому для чоловіків — $42 624, а для жінок $28 534 (медіани — $30 592 та $23 200 відповідно).
32,5% мешканців мали закінчену шкільну освіту, не мали закінченої шкільної освіти — 29,6%, 37,9% мали післяшкільну освіту, з яких 22% мали диплом бакалавра, або вищий.
| Статево-вікова структура населення | Статево-вікова структура населення | Статево-вікова структура населення | Статево-вікова структура населення | Статево-вікова структура населення |
| ---------------------------------- | ---------------------------------- | ---------------------------------- | ---------------------------------- | ---------------------------------- |
|                                    |                                    |                                    |                                    |                                    |
| Всього                             | Всього                             | 52,8%47,2%                         |                                    |                                    |
| 0 — 14 років                       | 0 — 14 років                       |                                    | 16,2%                              | 16,2%                              |
| 15 — 64 років                      | 15 — 64 років                      |                                    | 64,3%                              | 64,3%                              |
| 65 і більше                        | 65 і більше                        |                                    | 19,5%                              | 19,5%                              |
| 85 і більше                        | 85 і більше                        |                                    | 1,4%                               | 1,4%                               |
| Середній вік (років)               | Середній вік (років)               | 42,844,1                           | 43,4                               | 43,4                               |
| Медіана (років)                    | Медіана (років)                    | 46,747,7                           | 47,1                               | 47,1                               |
| — чоловіки — жінки                 |                                    |                                    |                                    |                                    |

| Походження мешканців:     | Походження мешканців:     | Походження мешканців: | Походження мешканців: | Походження мешканців: |
| ------------------------- | ------------------------- | --------------------- | --------------------- | --------------------- |
| Походження                |                           |                       | осіб                  | %                     |
| Корінні американці        | Корінні американці        |                       | 235                   | 13.13%                |
| Інше північноамериканське | Інше північноамериканське |                       | 255                   | 14.25%                |
| Європейське               | Європейське               |                       | 1 595                 | 89.11%                |
| британське                | британське                |                       | 550                   | 30.73%                |
| французьке                | французьке                |                       | 205                   | 11.45%                |
| українське                | українське                |                       | 755                   | 42.18%                |
| Латинськоамериканське     | Латинськоамериканське     |                       | 30                    | 1.68%                 |
| Карибське                 | Карибське                 |                       | 20                    | 1.12%                 |
| Азійське                  | Азійське                  |                       | 20                    | 1.12%                 |

| Зайнятість населення за галузями (за класифікацією NOC): | Зайнятість населення за галузями (за класифікацією NOC): | Зайнятість населення за галузями (за класифікацією NOC): | Зайнятість населення за галузями (за класифікацією NOC): | Зайнятість населення за галузями (за класифікацією NOC): |
| -------------------------------------------------------- | -------------------------------------------------------- | -------------------------------------------------------- | -------------------------------------------------------- | -------------------------------------------------------- |
|                                                          |                                                          |                                                          |                                                          |                                                          |
| Управління                                               | Управління                                               |                                                          | 19%                                                      | 19%                                                      |
| Бізнес, фінанси та адміністрування                       | Бізнес, фінанси та адміністрування                       |                                                          | 7,7%                                                     | 7,7%                                                     |
| Природничі та прикладні науки                            | Природничі та прикладні науки                            |                                                          | 3,1%                                                     | 3,1%                                                     |
| Охорона здоров'я                                         | Охорона здоров'я                                         |                                                          | 5,1%                                                     | 5,1%                                                     |
| Освіта, правозахист, муніципальні та урядові служби      | Освіта, правозахист, муніципальні та урядові служби      |                                                          | 8,7%                                                     | 8,7%                                                     |
| Мистецтво, культура, відпочинок та спорт                 | Мистецтво, культура, відпочинок та спорт                 |                                                          | 1%                                                       | 1%                                                       |
| Роздрібна торгівля та послуги                            | Роздрібна торгівля та послуги                            |                                                          | 21%                                                      | 21%                                                      |
| Гуртова торгівля, транспорт та обладнання                | Гуртова торгівля, транспорт та обладнання                |                                                          | 23,6%                                                    | 23,6%                                                    |
| Природні ресурси, сільське господарство                  | Природні ресурси, сільське господарство                  |                                                          | 7,7%                                                     | 7,7%                                                     |
| Виробництво                                              | Виробництво                                              |                                                          | 2,6%                                                     | 2,6%                                                     |

## Клімат
Середня річна температура становить 1,5°C, середня максимальна – 23°C, а середня мінімальна – -25,4°C. Середня річна кількість опадів – 510 мм.
| Клімат поселення                              | Клімат поселення | Клімат поселення | Клімат поселення | Клімат поселення | Клімат поселення | Клімат поселення | Клімат поселення | Клімат поселення | Клімат поселення | Клімат поселення | Клімат поселення | Клімат поселення | Клімат поселення |
| Показник                                      | Січ.             | Лют.             | Бер.             | Квіт.            | Трав.            | Черв.            | Лип.             | Серп.            | Вер.             | Жовт.            | Лист.            | Груд.            |                  |
| Середній максимум, °C                         | −12,44           | −8,76            | −1,44            | 8,78             | 16,79            | 22,46            | 22,99            | 21,64            | 16,65            | 9,65             | −0,58            | −10,1            |                  |
| Середня температура, °C                       | −18,94           | −15,25           | −7,92            | 2,31             | 10,32            | 15,98            | 18,22            | 16,88            | 11,88            | 4,87             | −5,35            | −14,88           |                  |
| Середній мінімум, °C                          | −25,41           | −21,72           | −14,41           | −4,18            | 3,84             | 9,49             | 13,42            | 12,10            | 7,10             | 0,09             | −10,13           | −19,66           |                  |
| Норма опадів, мм                              | 19               | 14               | 25               | 27               | 51               | 89               | 75               | 69               | 51               | 43               | 26               | 21               |                  |
| Середньомісячна швидкість вітру, м/с          | 3.93             | 3.90             | 4.00             | 4.20             | 4.23             | 3.90             | 3.50             | 3.70             | 4.10             | 4.40             | 4.30             | 4.00             |                  |
| Середньомісячна сонячна радіація, кДж/м²·день | 4141             | 7490             | 12616            | 17322            | 20196            | 21054            | 21397            | 18170            | 12336            | 7257             | 4055             | 3039             |                  |
| --------------------------------------------- | ---------------- | ---------------- | ---------------- | ---------------- | ---------------- | ---------------- | ---------------- | ---------------- | ---------------- | ---------------- | ---------------- | ---------------- | ---------------- |
| Джерело:                                      |                  |                  |                  |                  |                  |                  |                  |                  |                  |                  |                  |                  |                  |